# Calliptamus italicus
La cavalletta dei prati  (Calliptamus italicus (Linnaeus, 1758)) è un insetto ortottero della famiglia Acrididae, comune nei paesi del bacino del Mediterraneo. In alcune circostanze questa specie può sviluppare tendenza al gregarismo con formazione di aggregati molto numerosi, potenzialmente dannosi per le colture.

## Sottospecie
Ne sono note due sottospecie:
- Calliptamus italicus albotibialis Nedelkov, 1907
- Calliptamus italicus italicus (Linnaeus, 1758)

Altre sottospecie proposte in passato non sono attualmente riconosciute e vengono assimilate alla sottospecie nominale. Tra di esse ricordiamo:
- Calliptamus italicus afghanus Ramme, 1952
- Calliptamus italicus bilineata Puschnig, 1910
- Calliptamus italicus blandus Ivanov, 1888
- Calliptamus italicus gilvonigricans Voroncovskij, 1927
- Calliptamus italicus grandis Ramme, 1927
- Calliptamus italicus insularis Ramme, 1951
- Calliptamus italicus reductus Ramme, 1927

## Distribuzione e habitat
La specie ha un areale mediterraneo che comprende l'Europa meridionale e centrale (Spagna, Francia compresa Corsica, Italia, Germania, Belgio, Svizzera, Austria, Slovenia, Bosnia ed Erzegovina, Croazia, Serbia, Kosovo, Voivodina, Montenegro, Macedonia, Albania, Grecia, Repubblica Ceca, Slovacchia, Polonia, Romania, Bulgaria, Ungheria, Moldavia, Ucraina e Russia), il Nordafrica e parte dell'Asia occidentale (Turchia, Medio Oriente, Georgia, Armenia, Azerbaigian, Iran, Iraq) .

In Italia è presente in quasi tutta la penisola e nelle isole maggiori.
Popola ambienti aridi e prati.

## Descrizione

### Neanide
Le neanidi appena nate sono di colore biancastro, successivamente diventano di colore bruno e attraverso più mute raggiungono lo stadio immaginale in 40-50 giorni.

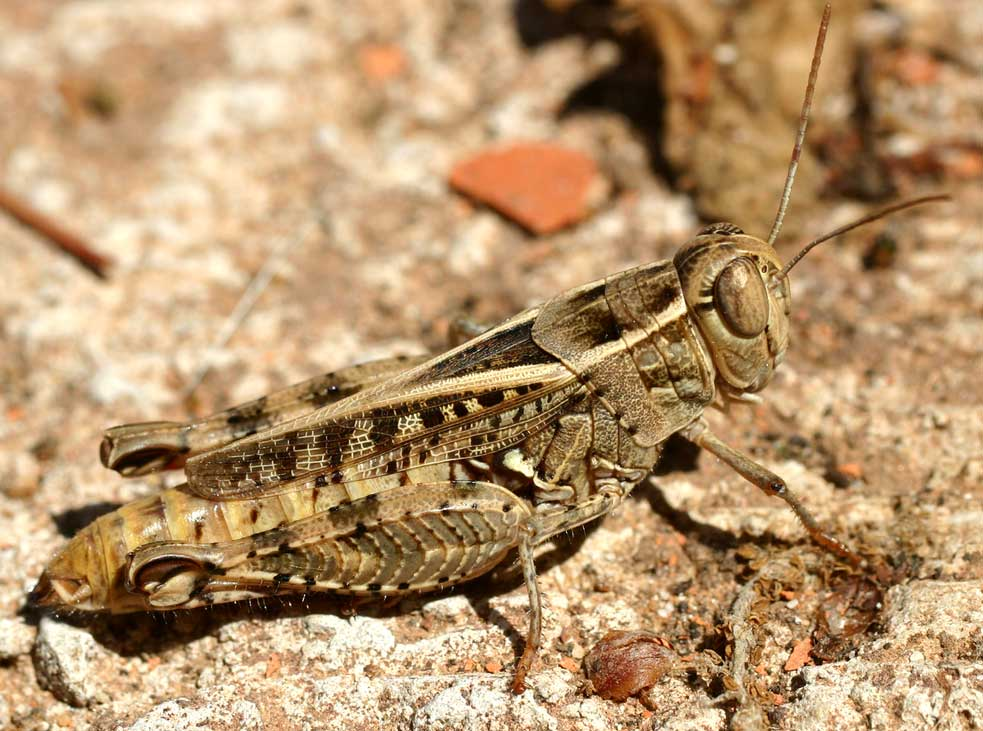
Adulto

### Adulto
Gli adulti sono cavallette di media taglia che raggiungono una lunghezza di 21–36 mm nelle femmine, mentre i maschi non superano i 26 mm (dimorfismo sessuale).

Il colore della livrea è grigio o brunastro, mentre le ali, di colore rosa, si apprezzano solo quando l'insetto è in volo.

## Biologia

### Alimentazione
È una specie polifaga in grado di nutrirsi a spese di diverse piante spontanee, ma anche di colture erbacee, in particolare leguminose, e orticole. Tra le specie predilette dalle forme giovanili in accrescimento vi è l'erba medica (Medicago sativa); segnalati casi sporadici di infestazioni su mais e vite.

### Riproduzione
È una specie univoltina, cioè compie un ciclo riproduttivo all'anno.

L'ovodeposizione viene effettuata a fine agosto - inizi di settembre, in aree sassose in genere esposte a sud, dette "grillare". La femmina depone le uova nel terreno, ad una profondità di 2–3 cm, all´interno di una ooteca che può contenere da 25 a 55 uova avvolte in un secreto spugnoso.

La comparsa delle neanidi avviene in maggio-giugno, le prime forme adulte compaiono in luglio.

## Metodi di lotta

### Mezzi meccanici
Uno dei rimedi più efficaci risulta la distruzione meccanica delle ooteche prima della schiusa delle uova.

### Mezzi chimici
Durante il periodo di nascita delle neanidi sono praticabili tentativi di contenimento dell'infestazione con insetticidi piretroidi a base di deltametrina specificamente autorizzati per uso civile . I trattamenti insetticidi sugli adulti sono assolutamente inutili.

### Lotta biologica
Tra i principali nemici naturali di C. italicus vi è il fungo Entomophaga grylli, il cui uso come agente biologico è tuttavia ancora oggetto di studio.
Un agente efficace per limitare le infestazioni è risultata la gallina faraona (Numida meleagris) che cibandosi prevalentemente di insetti si è rivelata in grado di limitare le popolazioni di cavallette nelle aree dove pascola con le mucche .